# Hrdinové a zbabělci
Hrdinové a zbabělci (v anglickém originále Lions for Lambs) je americký válečný film z roku 2007. Režisérem filmu je Robert Redford. Hlavní role ve filmu ztvárnili Robert Redford, Meryl Streep, Tom Cruise, Michael Peňa a Andrew Garfield.

## Obsazení
| Robert Redford  | Stephen Malley   |
| Meryl Streep    | Janine Roth      |
| Tom Cruise      | Jasper Irving    |
| Michael Peňa    | Ernest Rodriguez |
| Andrew Garfield | Todd Hayes       |
| Derek Luke      | Arian Finch      |
| Peter Berg      | Falco            |
| Kevin Dunn      | editor           |